# Aphrophila carbonaria
Aphrophila carbonaria är en tvåvingeart som beskrevs av Alexander 1931. Aphrophila carbonaria ingår i släktet Aphrophila och familjen småharkrankar. Inga underarter finns listade i Catalogue of Life.